# ونکلنس
ونکلنس (به فرانسوی: Vanclans) یک کمون در فرانسه است که در Canton of Vercel-Villedieu-le-Camp واقع شده‌است.

## خصوصیات
ونکلنس ۹٫۶۰ کیلومترمربع مساحت و ۲۰۸ نفر جمعیت دارد.